# Пуношевац, Братислав
Брати́слав Пуношева́ц (серб. Братислав Пуношевац; род. 9 июля 1987, Крушевац, СР Сербия, Югославия) — сербский футболист, нападающий.

## Карьера
Играл в молодёжной команде «Копаоника» и белградского «Партизана».
В 2005 году начал профессиональную карьеру в родном «Напредаке». Играл за данный клуб из Крушеваца до конца 2010 года и за это время сыграл в 76 матчах и забил 13 голов.
В 2011—2013 годах выступал за румынский «Оцелул».
В последующие годы выступал за румынский «Тыргу-Муреш», за японскую «Ависпа Фукуока», за сербский «Раднички», за венгерские «Гонвед» и «Бекешчаба».
В сезоне 2016/17 снова выступал за родной «Напредак».
В феврале 2018 года подписал контракт с казахстанским клубом «Кызыл-Жар СК». Сыграл до летнего трансферного окна 15 игр и с 4 голами стал лучшим бомбардиром клуба. Но новичок КПЛ «Кызыл-Жар СК» постоянно находился в зоне вылета и серб решил уйти.
28 июня 2018 года Пуношевац подписал контракт с другим клубом казахстанской Премьер-лиги «Кайсар».